# Кирил Дрангов
Кирил Борисов Дрангов е български юрист, терорист и революционер, виден деец на Вътрешната македонска революционна организация. Известен е с псевдоними като Борисов, Камен, Методи, Страхил.

## Биография
Кирил Дрангов е роден в 1901 година в семейството на българския офицер Борис Дрангов и Райна Дрангова в Лом, където баща му служи.
Като ученик е доброволец в Първата световна война, в която загива баща му. Завършва Първа софийска мъжка гимназия в 1919 година и в 1921 година постъва в Юридическия факултет на Софийския университет.
Влиза в редовете на ВМРО и е сред основателите на студентското дружество „Вардар“, а по-късно негов председател. Прекъсва на няколко пъти следването си поради болест и революционната си дейност. Посещава лекции в Гренобъл и Инсбрук. Завършва през 1928 година. Във ВМРО Дрангов става един от най-приближените на Иван Михайлов дейци. След убийството на Тодор Александров участва в разгрома на левицата в така наречените Горноджумайските събития през септември 1924 година, като на 12 септември застрелва Алеко Василев, а в последвалата престрелка са убити още Георги Атанасов и други техни приближени. На Шестия конгрес на организацията е избран за пунктов началник на София. Дрангов се занимава с международните контакти на организацията и в подготовката на много от терористичните актове. Дрангов ръководи убийството на генерал Александър Протогеров в 1928 година. На Осмия конгрес на ВМРО от 1932 година е избран за резервен член на Централния комитет. След Деветнадесетомайския преврат в 1934 година и забраната на ВМРО е въдворен в Лом. Освободен е през 1936 година само за да бъде въдворен отново на следната година в Севлиево, а през октомври 1938 година в Борисовград.
След освобождението на по-голямата част от Вардарска Македония през април 1941 година Дрангов се установява със семейството си в родния град на баща му Скопие и упражнява адвокатската си професия. В началото на септември 1944 година при оттеглянето на българските войски от Вардарска Македония се завръща в София.
| “ | 9. V. 17. Драги Кириле, Поздравявамъ те сърдечно съ И. ти день – праздникътъ, който тукъ се вижда най-добрѣ, че е великъ и тържественъ. За да се носи свободно духа на великитѣ просвѣтители въ родната земя, българската войска върши чудеса отъ юначество и себеотрицание. Всичко е будно и бодро на своя постъ, всѣкога готово да срѣщне врага и да го срази. Азъ съмъ здравъ, бодъръ, както рѣдко въ живота. Желая отъ сърдце и вие да бѫдете здрави, бодри, спокойни. Целувамъ нежно всички ви. Здравѣйте! Любещия те татко. | ” |
|   | |   |

След Деветосептемврийския преврат Кирил Дрангов се укрива в София, издирван от новата власт, която се разправя с членовете на ВМРО. Според висшия офицер от Държавна сигурност Стефан Богданов по лични указания на комунистическия лидер Георги Димитров е наредено през лятото на 1946 година да бъдат ликвидирани без особена публичност няколко дейци на ВМРО, сред които е и Кирил Дрангов, като изпълнението на задачата е възложено на полковник Лев Главинчев. На 8 юни 1946 година къщата на Дрангов на улица „Цар Иван Шишман“ № 37 – зад черквата „Свети Седмочисленици“ е обкръжена. Четиресет и четири годишният мъж се самоубива, като преди това застрелва част от обкръжилите го служители на органите на реда.
Синът му Борис завършва семинарията в София през 1976 година и е поканен в Торонто от македоно-българската емиграция, за да оглави църквата „Свети Георги“. След падането на социализма в България през 1989 г. дъщерята на Кирил Дрангов – Райна Дрангова – е сред създателите на ВМРО-СМД в София.

## Памет
На Кирил Дрангов е наречена улица в кварталите „Надежда I“, „Надежда II“ и „Модерно предградие“ в София (Карта).

## Родословие
|  |  |  |  |  |  |  |  |  |  |  |  | Стоян Дрангов | Стоян Дрангов | Стоян Дрангов | Стоян Дрангов | Стоян Дрангов               | Стоян Дрангов               |                             |                             | Гюрга Дрангова              | Гюрга Дрангова              | Гюрга Дрангова | Гюрга Дрангова | Гюрга Дрангова              | Гюрга Дрангова |  |  | Денко Николов (1858 – 1933) | Денко Николов (1858 – 1933) | Денко Николов (1858 – 1933) | Денко Николов (1858 – 1933) | Денко Николов (1858 – 1933) | Денко Николов (1858 – 1933) |                           |                           | Виктория Николова         | Виктория Николова         | Виктория Николова | Виктория Николова | Виктория Николова | Виктория Николова |  |  |  |  |  |  |  |  |
|  |  |  |  |  |  |  |  |  |  |  |  | Стоян Дрангов | Стоян Дрангов | Стоян Дрангов | Стоян Дрангов | Стоян Дрангов               | Стоян Дрангов               |                             |                             | Гюрга Дрангова              | Гюрга Дрангова              | Гюрга Дрангова | Гюрга Дрангова | Гюрга Дрангова              | Гюрга Дрангова |  |  | Денко Николов (1858 – 1933) | Денко Николов (1858 – 1933) | Денко Николов (1858 – 1933) | Денко Николов (1858 – 1933) | Денко Николов (1858 – 1933) | Денко Николов (1858 – 1933) |                           |                           | Виктория Николова         | Виктория Николова         | Виктория Николова | Виктория Николова | Виктория Николова | Виктория Николова |  |  |  |  |  |  |  |  |
|  |  |  |  |  |  |  |  |  |  |  |  |               |               |               |               |                             |                             |                             |                             |                             |                             |                |                |                             |                |  |  |                             |                             |                             |                             |                             |                             |                           |                           |                           |                           |                   |                   |                   |                   |  |  |  |  |  |  |  |  |
|  |  |  |  |  |  |  |  |  |  |  |  |               |               |               |               | Борис Дрангов (1872 – 1917) | Борис Дрангов (1872 – 1917) | Борис Дрангов (1872 – 1917) | Борис Дрангов (1872 – 1917) | Борис Дрангов (1872 – 1917) | Борис Дрангов (1872 – 1917) |                |                |                             |                |  |  |                             |                             |                             |                             | Райна Дрангова (1882 – ?)   | Райна Дрангова (1882 – ?)   | Райна Дрангова (1882 – ?) | Райна Дрангова (1882 – ?) | Райна Дрангова (1882 – ?) | Райна Дрангова (1882 – ?) |                   |                   |                   |                   |  |  |  |  |  |  |  |  |
|  |  |  |  |  |  |  |  |  |  |  |  |               |               |               |               | Борис Дрангов (1872 – 1917) | Борис Дрангов (1872 – 1917) | Борис Дрангов (1872 – 1917) | Борис Дрангов (1872 – 1917) | Борис Дрангов (1872 – 1917) | Борис Дрангов (1872 – 1917) |                |                |                             |                |  |  |                             |                             |                             |                             | Райна Дрангова (1882 – ?)   | Райна Дрангова (1882 – ?)   | Райна Дрангова (1882 – ?) | Райна Дрангова (1882 – ?) | Райна Дрангова (1882 – ?) | Райна Дрангова (1882 – ?) |                   |                   |                   |                   |  |  |  |  |  |  |  |  |
|  |  |  |  |  |  |  |  |  |  |  |  |               |               |               |               |                             |                             |                             |                             |                             |                             |                |                |                             |                |  |  |                             |                             |                             |                             |                             |                             |                           |                           |                           |                           |                   |                   |                   |                   |  |  |  |  |  |  |  |  |
|  |  |  |  |  |  |  |  |  |  |  |  |               |               |               |               |                             |                             |                             |                             |                             |                             |                |                | Кирил Дрангов (1901 – 1946) |                |  |  |                             |                             |                             |                             |                             |                             |                           |                           |                           |                           |                   |                   |                   |                   |  |  |  |  |  |  |  |  |
|  |  |  |  |  |  |  |  |  |  |  |  |               |               |               |               |                             |                             |                             |                             |                             |                             |                |                |                             |                |  |  |                             |                             |                             |                             |                             |                             |                           |                           |                           |                           |                   |                   |                   |                   |  |  |  |  |  |  |  |  |
|  |  |  |  |  |  |  |  |  |  |  |  |               |               |               |               |                             |                             |                             |                             |                             |                             |                |                |                             |                |  |  |                             |                             |                             |                             |                             |                             |                           |                           |                           |                           |                   |                   |                   |                   |  |  |  |  |  |  |  |  |
|  |  |  |  |  |  |  |  |  |  |  |  |               |               |               |               |                             |                             |                             |                             | Райна Дрангова              | Райна Дрангова              | Райна Дрангова | Райна Дрангова | Райна Дрангова              | Райна Дрангова |  |  | Борис Дрангов               | Борис Дрангов               | Борис Дрангов               | Борис Дрангов               | Борис Дрангов               | Борис Дрангов               |                           |                           |                           |                           |                   |                   |                   |                   |  |  |  |  |  |  |  |  |